# (2436) Hatshepsut
(2436) Hatshepsut – planetoida z pasa głównego asteroid okrążająca Słońce w ciągu 5 lat i 239 dni w średniej odległości 3,17 au. Została odkryta 24 września 1960 roku w Obserwatorium Palomar w programie Palomar-Leiden-Survey. Nazwa planetoidy pochodzi od Hatszepsut, egipskiej faraon z XVIII dynastii. Przed nadaniem nazwy planetoida nosiła oznaczenie tymczasowe (2436) 6066 P-L.